# Sien (bei Idar-Oberstein)
Sien település Németországban, Rajna-vidék-Pfalz tartományban. Lakosainak száma 549 fő (2023. december 31.).

## Népesség
A település népességének változása:
| Lakosok száma | 611  | 517  | 514  | 513  | 519  | 549  |
|               | 1975 | 2017 | 2019 | 2021 | 2022 | 2023 |